# فيليب هوفمان (سياسي)
فيليب هوفمان (بالإنجليزية: Philip Hoffman)‏ هو نقابي وسياسي بريطاني (وحمل سابقاً جنسية المملكة المتحدة لبريطانيا العظمى وأيرلندا)، ولد في 26 يونيو 1878، وتوفي في 20 أبريل 1959. حزبياً، نشط في حزب العمال. في الانتخابات العامة في المملكة المتحدة 1923 ‏، انتخب عضو برلمان المملكة المتحدة الـ33 عن دائرة Essex South Eastern ‏ (6 ديسمبر 1923 – 9 أكتوبر 1924) وفي الانتخابات العامة في المملكة المتحدة 1929 ‏، انتخب عضو برلمان المملكة المتحدة الـ35 عن دائرة Sheffield Central ‏ (30 مايو 1929 – 7 أكتوبر 1931).